# Dipleuchlanis propatula
Dipleuchlanis propatula är en hjuldjursart som först beskrevs av Gosse 1886.  Dipleuchlanis propatula ingår i släktet Dipleuchlanis och familjen Euchlanidae. Inga underarter finns listade i Catalogue of Life.